# Ida Lewis (guardiana del faro)
Idawalley "Ida" Zorada Lewis-Wilson, nata Lewis (Newport, 25 febbraio 1842 – Newport, 24 ottobre 1911), è stata una guardiana del faro statunitense, nota per l'eroismo con cui ha salvato diverse persone dall'annegamento.

## Biografia
Ida Lewis nacque a Newport, nel Rhode Island, nel 1842, la maggiore dei quattro figli del capitano del United States Revenue Cutter Service Hosea Lewis. Nel 1853 suo padre fu nominato guardiano del faro di Lime Rock a Newport e nel 1857 fu raggiunto dalla sua famiglia. Quattro mesi più tardi il padre fu colpito da un ictus che lo lasciò invalido e Ida, oltre ai normali lavori domestici, iniziò a prendersi cura di lui e di una sorella gravemente ammalata e, con l'aiuto della madre, ad occuparsi della luce del faro. I suoi compiti giornalieri includevano riempire d'olio la lampada al tramonto e a mezzanotte, rifilare lo stoppino, rimuovere il nerofumo dai riflettori e spegnere la luce all'alba.
Dal momento che Lime Rock era quasi completamente circondata dall'acqua l'unico modo per raggiungere la terraferma era per mezzo di una barca. All'età di 15 anni Ida era considerata la migliore nuotatrice di Newport. Ogni giorno era solita accompagnare a scuola i suoi fratelli più piccoli con la barca a remi e quando necessario andava a prendere le provviste da portare al faro. Divenne pertanto molto abile a manovrare barche a remi anche pesanti. Un articolo sulla rivista Harper's Weekle, scritto quando Ida aveva già compiuto numerosi salvataggi, dibatté se fosse poco femminile per una donna utilizzare una barca a remi, ma concluse che "nessuno, se non un asino, considererebbe poco femminile salvare delle vite".

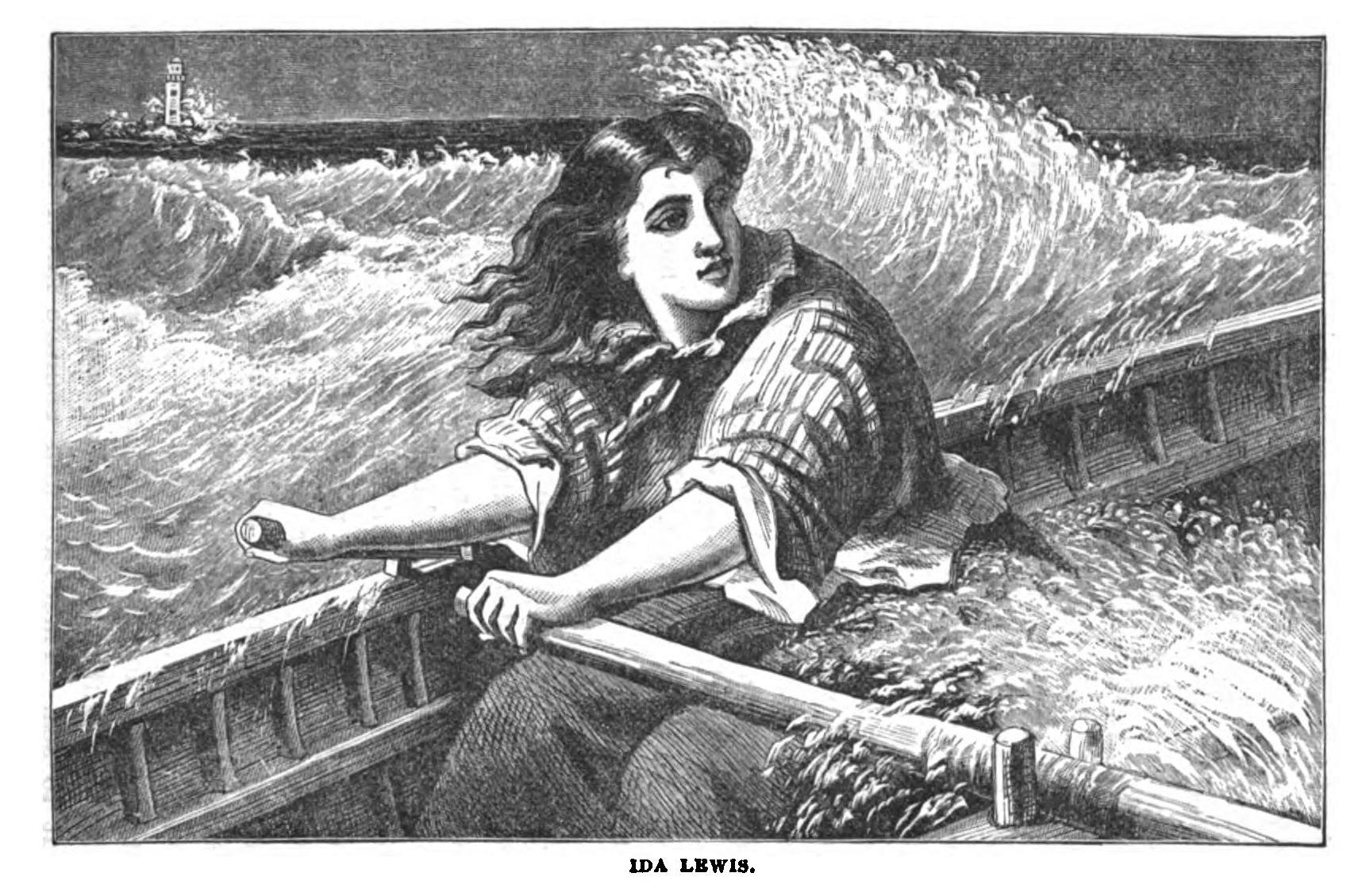
Illustrazione di Ida Lewis di Phebe Ann Hanaford

Ida Lewis e sua madre si occuparono del faro di Lime Rock facendo le vedi del padre dal 1857 al 1873, quando il padre morì. A quel punto sua madre fu nominata guardiana del faro, anche se era Ida a svolgere gran parte del lavoro. Nel 1870 sposò il capitano William Wilson; i due si separarono dopo soli due anni ma Ida continuò comunque ad usare Wilson come cognome per il resto della vita.
Quando anche la madre morì, nel 1878, Ida venne nominata ufficialmente guardiana, grazie anche al supporto del generale Ambrose Burnside, governatore di Rhode Island e senatore degli USA, suo ammiratore. Il suo stipendio ammontava a 750$ all'anno e per un certo periodo fu il più alto stipendio di un guardiano di faro nella nazione. La paga extra le era concessa come ricompensa per i notevoli servizi resi nel salvataggio di vite umane.
Ida compì il suo primo salvataggio nel 1854, quando aveva solo 12 anni, accorrendo in soccorso di quattro uomini la cui barca si era ribaltata, ma a renderla famosa fu il salvataggio di due soldati, il sergente Adams e il soldato semplice McLaughlin, il 29 marzo 1869: i due uomini si stavano dirigendo verso Fort Adams a bordo di una piccola barca guidata da un ragazzo quando una bufera di neve fece ribaltare l'imbarcazione. I due soldati riuscirono ad aggrapparsi al relitto, mentre il ragazzo sparì tra le acque. Con l'aiuto di uno dei suoi fratelli Ida riuscì a raggiungerli, a farli salire a bordo della sua barca e a portarli in salvo al faro. Come riconoscenza uno di loro donò a Ida un orologio d'oro e i soldati di Fort Adams fecero una colletta racimolando per lei 218 dollari. A fare notizia fu il fatto che era stata una donna a salvare due uomini e Ida venne definita "la Grace Darling americana", paragonandola ad una famosa guardiana del faro inglese che nel 1838 aveva contribuito a salvare numerose persone da un naufragio.
Ida morì per un ictus il 24 ottobre 1911, all'età di 69 anni, mentre era al lavoro. Ai suoi funerali parteciparono oltre 1400 persone, tra cui diversi guardiani del faro della zona. Fu sepolta nel Common Burying Ground and Island Cemetery di Newport.

## Riconoscimenti

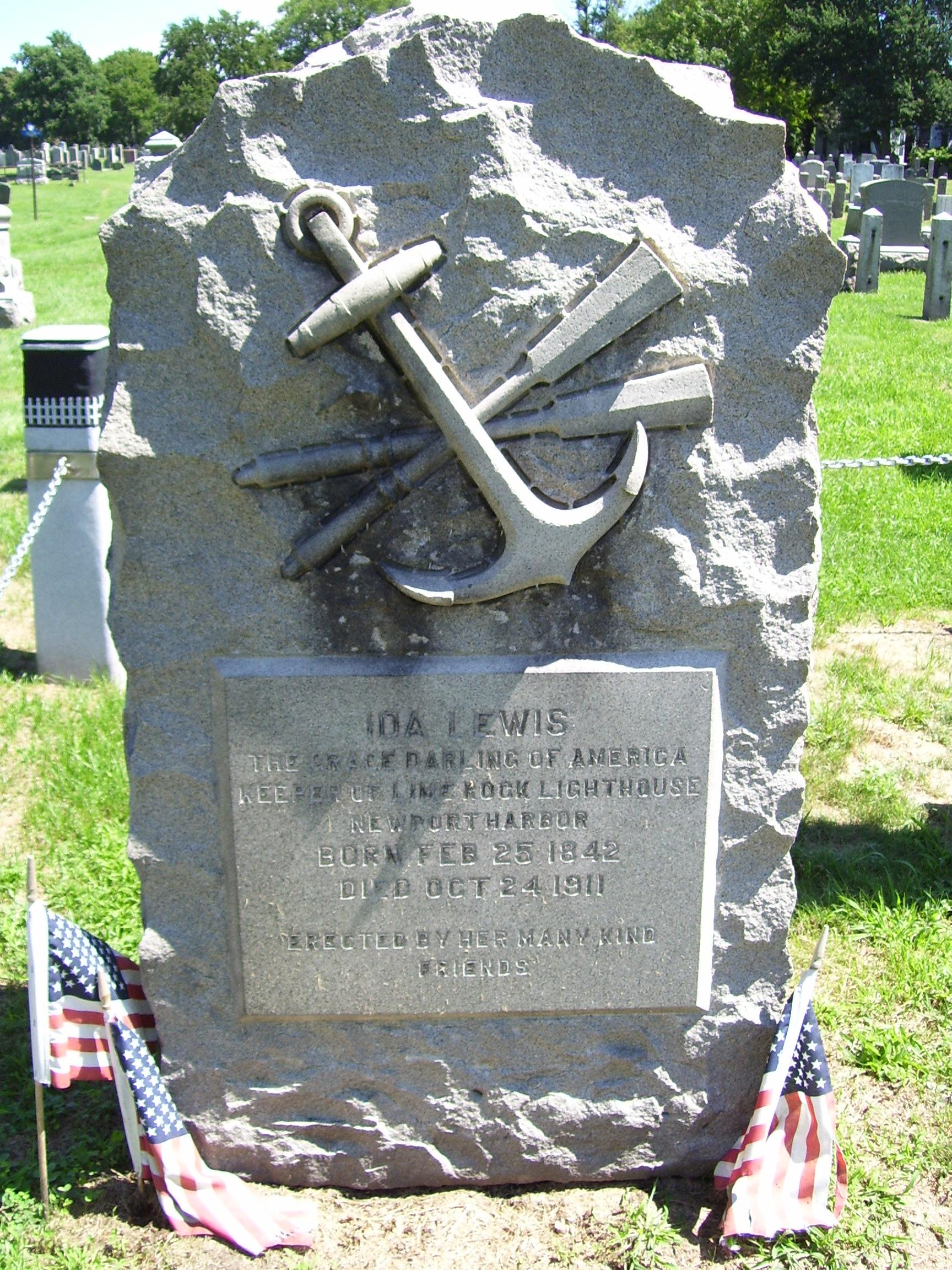
La tomba di Ida Lewis nel cimitero di Newport

Durante i 54 anni che trascorse a Lime Rock Ida salvò ufficialmente 18 persone, anche se resoconti non ufficiali suggeriscono che in realtà potrebbero essere almeno 26. Durante la sua vita fu definita "la donna più coraggiosa d'America" e articoli su di lei apparvero, tra le altre, sulle famose riviste Leslie's magazine e Harper's Weekly, che le dedicò anche una copertina (unico caso per un guardino di faro).
Incontrò diverse personalità del suo tempo, come il presidente Ulysses Grant - che si recò a Newport appositamente per conoscerla - e il vice presidente Schuyler Colfax
Nel 1924 l'assemblea legislativa di Rhode Island cambiò ufficialmente il nome del faro di Lime Rock in faro di Ida Lewis Rock. Si tratta dell'unico faro negli Stati Uniti che è stato rinominato dedicandolo ad un guardiano. A partire dal 1928 esso ospita uno Yacht Clud dedicato a Ida Lweis.
A Ida sono stati dedicati almeno due brani musicali, la Rescue Polka Mazurka, composta nel 1869 da Sidney Lambert, e l'Ida Lewis Waltz. La canzone folk Lighthouse Keeper dei Neptune's Car è stata ispirata dalla vita di alcune guardiane del faro tra cui Ida Lewis, Katherine Walker - guardiana del faro di Robbins Reef a Bayonne nel New Jersey - e Abbie Burgess. - guardiana del faro di Matinicus Rock nel Maine.
Nel 1995 la Guardia Costiera degli Stati Uniti ha dedicato a Ida la prima imbarcazione di una nuova classe di buoy tender, la USCGC Ida Lewis (WLM-551).

## Onorificenze
La Life Saving Benevolent Association di New York le conferì una medaglia d'argento e il 16 giugno 1881 la Guardia Costiera degli Stati Uniti le conferì la prestigiosa Gold Lifesaving Medal per aver salvato il 4 febbraio dello stesso anno due soldati di Fort Adams che erano caduti in acqua mentre stavano attraversando a piedi il ghiaccio che si trovava tra il faro e la loro guarnigione. Ida fu la prima donna a ricevere tale onorificenza.